# Deutsch Land Wirtschaft
Deutsch Land Wirtschaft (kurz DLW) ist eine im Jahr 2024 gegründete deutsche politische Partei, die sich als Interessenvertretung für Landwirte, den Mittelstand und die ländliche Bevölkerung versteht. Die Partei wurde als Reaktion auf die Bauernproteste des Jahreswechsels 2023/2024 gegründet und trat erstmals zur Landtagswahl in Brandenburg 2024 an.

## Geschichte
Die DLW entstand im Jahr 2024 aus den Bauernprotesten des Vorjahres, die sich gegen politische Maßnahmen richteten, welche die Landwirtschaft und den ländlichen Raum beeinträchtigten. Der Landesvorsitzende der Partei, Thomas Essig, bekannt als „der Bauer aus der Mark“, betonte die Notwendigkeit einer eigenständigen politischen Vertretung für Landwirte und den ländlichen Raum. Der Bundesvorsitzende Benjamin Meise erklärte, dass sich die Partei vorerst auf die Landtagswahl in Brandenburg konzentrieren werde, eine bundesweite Ausweitung der politischen Aktivitäten jedoch angestrebt sei.
Eine ursprünglich geplante Teilnahme an der Bundestagswahl 2025 sagte die Partei im November 2024 ab, weil man die Vorbereitungszeit bis zum vorgezogenen Wahltermin im Frühjahr 2025 als nicht ausreichend erachte. Stattdessen wolle man sich auf die Teilnahme an der Bundestagswahl 2029 vorbereiten.

## Programm
Das Wahlprogramm der DLW konzentriert sich auf mehrere Schwerpunkte, die vor allem die Landwirtschaft und den ländlichen Raum betreffen:
- Landwirtschaft: Die DLW fordert die Rücknahme der Steuererhöhung auf Agrardiesel und setzt sich für die Umsetzung des Landwirtschaftsgesetzes von 1955 ein. Zudem möchte die Partei Elemente der regenerativen Landwirtschaft stärker fördern.[3]
- Ländlicher Raum: Die Partei plant, die Infrastruktur im ländlichen Raum zu verbessern, insbesondere in den Bereichen Mobilität, Versorgung und Kultur. Ein weiterer Schwerpunkt liegt auf dem Ausgleich zwischen dem Erhalt von Kulturlandschaften und den Anforderungen der Energiewende.
- Umweltschutz: Die DLW befürwortet eine „ideologiefreie“ Umweltpolitik, die auf eine verursachergerechte Eindämmung von Umweltschäden abzielt und Konflikte zwischen verschiedenen Lebensräumen harmonisieren möchte.[3]
- Soziales: Die DLW spricht sich für einen „Sozialstaat mit geschärfter Gerechtigkeit“ aus, der Leistung belohnt und gleichzeitig den gesellschaftlichen Problemen, wie Arbeitsunfähigkeit und Alter, Rechnung trägt. Zudem betrachtet sie Zuwanderung als wertvolle Ergänzung für den Arbeitsmarkt.
- Direkte Demokratie: Die DLW plädiert für den Ausbau der direkten Demokratie durch verstärkte basisdemokratische Entscheidungsprozesse und die Verbesserung der politischen Bildung.

Die Partei bezeichnet sich selbst als Mitte-Partei und distanziert sich von extremen Ideologien. Sie betont die Bedeutung von Ausgewogenheit, Vernunft und sachlichem Dialog in der politischen Arbeit.

## Wahlen
Die DLW trat bei der Landtagswahl in Brandenburg am 22. September 2024 erstmals an. Sie plante, in allen 44 Wahlkreisen des Bundeslandes Direktkandidaten aufzustellen, tat dies aber nur in 6; die sechs Wahlkreisbewerber sind auch auf den Plätzen 1 bis 8 der DLW-Landesliste aufgestellt. Die Partei erhielt laut vorläufigem Endergebnis 0,44 % der Zweitstimmen und 0,30 % der Erststimmen.